# Lech (cervesa)

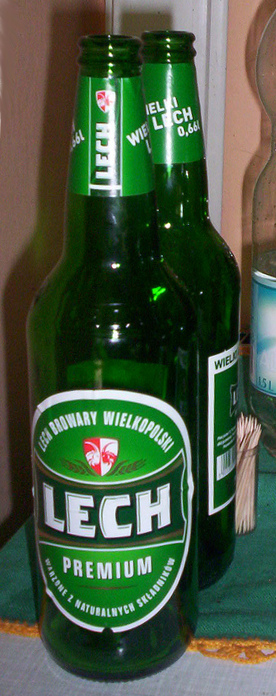
Botella de Lech Premium.

Lech és una marca de cervesa polonesa produïda per la cervecera Lech Browary Wielkopolski, la qual pertany a Kompania Piwowarska. Aquesta companyia va ser adquirida en 1996 per SABMiller, una de les majors cerveseres del món.
Hi ha cinc tipus de cervesa Lech:
- Lech Free: sense alcohol
- Lech Lite: 8,6 % d'extracte primitiu, 3,8 % alcohol.
- Lech Premium: 11,1 % d'extracte primitiu, 5,2 % alcohol.
- Lech Pils: 11,7 % d'extracte primitiu, 5,7 % alcohol.
- Lech Mocny (negra): 14,8 % d'extracte primitiu, 6,2 % alcohol.